# Rondeau Production
Rondeau Production GmbH ist ein deutsches Musiklabel.

## Geschichte
Das Musiklabel Rondeau Production wurde 1977 von Herbert Lange und Karl-Friedrich Beringer, Leiter des Windsbacher Knabenchores, im mittelfränkischen Windsbach gegründet. Seit 1996 ist Frank Hallmann (Journalist und Diplom-Kirchenmusiker) Geschäftsführer. Rondeau Production produziert und vertreibt weltweit Aufnahmen klassischer Musik mit Schwerpunkt auf geistlicher Chormusik.

## Repertoire
Im Mai und Juni 2005 erweiterte die mittlerweile in Leipzig ansässige Rondeau Production ihr Angebot um CDs des Thomanerchors und des Knabenchores Hannover. Seitdem sind weitere Chöre, Ensembles und Solokünstler in den Katalog aufgenommen worden. Seit 2010 verfügt das Label über eine Audiosuite mit eigenen Tonmeistern. Für den deutschlandweiten Vertrieb der CDs und DVDs im Fachhandel sorgt Naxos Deutschland.
Seit 2012 kooperiert Rondeau Production mit dem von Nick und Clemens Prokop gegründeten Label Klanglogo, wodurch sich das musikalische Spektrum der Labels erweitern konnte.

## Auszeichnungen
Im Jahr 2006 erhielt das Label für die CD-Produktion Verleih uns Frieden – Geistliche Vokalmusik von Andreas Hammerschmidt (ROP7001) mit dem Knabenchor Hannover unter seinem Dirigenten Jörg Breiding den ECHO Klassik in der Kategorie A cappella / Ensemblemusik des 17./18. Jahrhunderts.
Vier Jahre später ging 2010 ein zweiter ECHO Klassik an Rondeau Production. Die Ende 2009 bei dem Leipziger Label erschienene CD Glaubenslieder – Neue Kantaten zum Kirchenjahr (ROP603132) wird in der Kategorie Beste Chorwerkeinspielung des Jahres – Chor / Ensemblemusik 20./21. Jahrhundert mit dem Echo Klassik 2010 ausgezeichnet.